# Хезер, Август Фердинанд
Август Фердинанд Хезер (в старых русских источниках Гэзер, нем. August Ferdinand Häser; 15 октября 1779, Лейпциг — 18 ноября 1844, Веймар) — немецкий дирижёр и композитор. Сын скрипача Иоганна Георга Хезера.

## Биография
Учился в школе Святого Николая и в школе Святого Фомы, затем изучал богословие. Преподавал математику в гимназии в Лемго, руководил школьным хором. В 1806—1813 гг. в качестве аккомпаниатора сопровождал свою сестру, певицу Шарлотту Генриетту Хезер, в её итальянских гастролях. В 1817 г. занял пост хормейстера Веймарской оперы. С 1829 г. капельмейстер собора Святых Петра и Павла в Веймаре. Руководил также хоровым обществом, был учителем музыки при дворе.
Хезеру принадлежит несколько опер, из которых наибольший успех имела трёхактная «Негр из Санто-Доминго» (нем. Die Neger auf St. Domingo; 1836, либретто брата композитора К. В. Хезера). Он также написал Реквием, Te Deum, Miserere и много других хоровых и вокальных сочинений. Учебник хорового пения, написанный Хезером, был переведён на французский язык Даниэлем Йеленспергером; в свою очередь, трактат Йеленспергера по гармонии был издан в Лейпциге в переводе Хезера.

## Literatur
- Nekrolog und Werkverzeichnis // AMZ Jg. 46 (1844), Nr. 51, Sp. 849—852. (нем.)